# روثا ستوكسية
الروثا الستوكسية (باللاتينية: Salsola stocksii) نوع نباتي يتبع جنس الروثا من الفصيلة القطيفية.

## الموطن والانتشار
موطنها باكستان وأفغانستان وغرب الهند.